# Visoka (Split)
Visoka je splitski gradski kotar.

## Povijest
Područje gradskog kotara Visoka svoje ime je dobilo po tome što se nalazi na uzvišenom području, na čak 120 metara visine. Prvi pisani spomen Visoke koji potječe iz 1219. godine nalazi se u Splitskom kartularu gdje piše da je zemlja na Visokoj bila poklonjena Kaptolu Sv. Dujma. Zbog svoje nadmorske visine te strateškog položaja na samom ulazu u grad Visoka je tijekom povijesti bila iznimno značajna za razvoj grada Splita. Danas gradski kotar Visoka zauzima površinu od 51 hektara na kojoj se nastanilo preko 4500 stanovnika. Još davne 1969. godine na području Visoke izgrađena je osnovna škola koju su pohađali učenici od prvog do četvrtog razreda. Postojeća škola izgrađena je 1987. godine, školsko igralište 1999. godine, a nova školska dvorana dovršena je 2005. godine.

## Cestovna povezivost

###### Gradski kotar "Visoka" omeđen je:
- sa sjevera: Vukovarskom ulicom od križanja s Velebitskom ulicom do spajanja s Ulicom Zbora narodne garde;
- s istoka: Ulicom Zbora narodne garde od spajanja s Vukovarskom ulicom do spajanja s Poljičkom cestom;
- sa zapada: Velebitskom ulicom od križanja s Poljičkom cestom do križanja s Vukovarskom ulicom;
- s juga: Poljičkom cestom od križanja s Velebitskom ulicom do spajanja s Ulicom Zbora narodne garde.

## Znamenitosti
- crkva Presveta Srca Isusova

## Obrazovanje
- Osnovna škola Visoka

## Vanjske poveznice
- Visoka na stranicama grada Splita
- Gradski kotar Visoka  Arhivirana inačica izvorne stranice od 16. prosinca 2013. (Wayback Machine) (hrv.)